# Guintéguéla
Guintéguéla  è una città, sottoprefettura e comune della Costa d'Avorio, situata nel dipartimento di Touba. Conta una popolazione di 18 994 abitanti (censimento 2014).